# Campionato surinamese di calcio
Il campionato di calcio del Suriname, posto sotto l'egida della SVB, è l'insieme di tornei calcistici del Suriname. Il più importante di essi è la Hoofdklasse, che alla fine della stagione agonistica assegna alla squadra vincente il titolo di campione nazionale.
Il campionato è composto da due tornei di livello nazionale e dai tornei regionali.

## Hoofdklasse
La Hoofdklasse è il massimo campionato nazionale, e comprende 10 squadre. Le prime due classificate possono partecipare al Campionato per club CFU della stagione successiva.

## Eerste Klasse
La Eerste Klasse è il torneo di seconda divisione, comprende 13 club. La prima è promossa in Hoofdklasse, la seconda spareggia con la penultima della massima divisione per un'ulteriore promozione.

## Randdistrictentoernooi
La Randdistrictentoernooi è la competizione che raccoglie le squadre campioni e vice-campioni dei vari distretti, per un totale di 40 club. Esprime tre promozioni alla categoria superiore.